# Türker Toptaş
Türker Toptaş (* 30. Mai 1984 in Karlsruhe) ist ein deutsch-türkischer Fußballspieler.

## Karriere
Toptaş spielte ab 1998 für die Nachwuchsabteilung des Istanbuler Vereins Zeytinburnuspor und wechselte 2001 in den Nachwuchs von Beşiktaş Istanbul. Seine Profikarriere startete er 2004 beim Istanbuler Viertligisten Gaziosmanpaşaspor. Nachfolgend spielte er für diverse Viert- und Drittligisten.
Zur Saison 2013/14 wechselte Toptaş in die türkische TFF 2. Lig zu Alanyaspor. Mit diesem Verein beendete er die Saison als Playoff-Sieger und stieg in die TFF 1. Lig auf. Nach diesem Erfolg wechselte er zur neuen Saison zum Drittligisten İnegölspor. Hier spielte er nur eine Saison und zog dann zum Viertligisten Afjet Afyonspor weiter. Mit diesem Verein schaffte er es innerhalb zwei Spielzeiten in die 2. türkische Liga.

## Erfolge
Mit Alanyaspor
- Playoff-Sieger der TFF 2. Lig und Aufstieg in die TFF 1. Lig: 2013/14

Mit Afjet Afyonspor
- Meiste der TFF 3. Lig und Aufstieg in die TFF 2. Lig: 2016/17
- Play-off-Sieger der TFF 2. Lig und Aufstieg in die TFF 1. Lig: 2017/18